# توسع الحالب
هو شذوذ طبي غير طبيعي يكون فيه الحالب متوسع .
توسع الحالب الوراثي حالة غير شائعة وهو أكثر شيوعا في الذكور، قد يكون ثنائي الجانب لكلا الحالبين وغالبا مرتبط مع عيوب أخرى وراثية.
يعتقد بأن السبب هو فقدان التمعج للحالب القاصي ما يؤدي إلى التمدد .
الانسداد الوظيفي للنهاية السفلى للحالب يؤدي إلى تمدد تدريجي للحالب مع قابلية للالتهابات .
فتحة الحالب تظهر طبيعية والقثطارالحالبي - قسطرة الحالب - يمر من خلاله بسهولة. 
العلاج الجراحي النهائي يشمل إعادة تصميم النهاية السفلى للحالب المتضرر وعليه فقد تتم إعادة زرع لجزء النفق الداخل في المثانة لمنع الارتجاع . 